# Алвіту-да-Бейра
Алвіту-да-Бейра (порт. Alvito da Beira; МФА: [aɫ.ˈvi.tu dɐ ˈbɐj.ɾɐ]) — парафія в Португалії, у муніципалітеті Пруенса-а-Нова. Розташована в східній частині країни, на теренах історичної португальської провінції Бейра. Входить до складу округу Каштелу-Бранку. За адміністративним поділом, чинним до 1976 року, терени парафії були складовою провінції Нижня Бейра. Належить до Порталегрівсько-Каштелу-Бранківської діоцезії Католицької церкви. Патрон — святий Лаврентій. Площа — 33,2757 км². Населення — 362 ос. (2011). Слабо урбанізований регіон. Густота населення — 10,88 осіб/км²
. Код — 050801.

## Населення
| 1930  | 1940  | 1950  | 1960  | 1970  | 1981 | 1991 | 2001 | 2011 |
| 1 300 | 1 543 | 1 643 | 1 439 | 1 115 | 896  | 612  | 436  | 362  |